# Општина Кибед (Муреш)
Кибед (рум. Chibed) општина је у Румунији у округу Муреш.
Општина се налази на надморској висини од 384 m.

## Становништво

### Хронологија
| Година       | 2004 | 2005 | 2006 | 2007 | 2008 | 2009 | 2010 | 2011 | 2012 | 2013 | 2014 | 2015 | 2016 | 2017 |
| ------------ | ---- | ---- | ---- | ---- | ---- | ---- | ---- | ---- | ---- | ---- | ---- | ---- | ---- | ---- |
| Становништво | 1851 | 1838 | 1844 | 1835 | 1821 | 1805 | 1816 | 1801 | 1804 | 1799 | 1793 | 1780 | 1767 | 1751 |